# 香港2006年3月

## 3月1日
- 200部的士因不滿政府未能打擊非法載客的輕型貨車，於繁忙時間包圍香港環境運輸及工務局所在的美利大廈，其中有的士堵塞花園道全部4條行車線，令半山區交通陷於癱瘓。 雅虎新聞：明報[]
- 高等法院裁定醫院管理局要求醫生在假日工作或駐院候命違反香港法例第57章《僱傭條例》，下令醫管局以現金補償欠假，估計涉及金額以億港元計。 雅虎新聞：明報[]
- 環保署與香港電腦商會在今年1月開始推行電腦回收計劃，至2月底共回收約1000台電腦及電腦零件，較預期少一半。回收的二手電腦將在網站出售，有團體計劃收購電腦捐贈予中國內地山區學校。雅虎新聞：明報[]
- 政府計畫放寬丁屋的高度限制，在元朗蝦尾新村，沙田排頭村及上禾輋村試驗興建7至20層高的丁屋大廈，可提供2000個單位。雅虎新聞：明報[]
- 香港迪士尼樂園公布，在復活節及五一黃金周期間，增加11天半年期門票不能使用的特別日子，以期有效控制人流。欲於特別日子入場的持票人需預先到售票處更換特別日子門票。雅虎新聞：明報[]

## 3月2日
- 位於九龍城的機場隧道，將於5月4日起易名為啟德隧道，以紀念前啟德機場。雅虎新聞：明報[]
- 2006年2月是香港天文台有紀錄以來第10個最溫暖的2月，平均溫度17.7度，高於正常1.8度，總日照時間則較正常多25.5小時。雅虎新聞：明報[]
- 落馬洲新田公路支路發生嚴重交通意外，一輛貨櫃車在駛入S形彎位時失控翻側，壓倒鄰線並排行駛的一部私家車，消防員到場後救出私家車上三人，其後證實死亡。而肇事貨櫃車司機則僅受輕傷。成報[永久]
- 四十五條關注組宣佈於3月底正式成立的公民黨。 雅虎新聞：明報[]

## 3月3日
- 政府建議將電訊管理局及廣播事務管理局合併，成為通訊事務管理局，並以3個月時間諮詢公眾意見。雅虎新聞：明報[]
- 漁農自然護理署調查發現香港共有10種非穴居蝙蝠，當中4種屬本港首次發現，包括喜山鼠耳蝠及名稱未確定的伏翼蝠，可能是香港獨有的品種。雅虎新聞：明報
- 「2006年香港花卉展覽」假銅鑼灣維多利亞公園開幕，展出主題花石竹及其他品種共超過35萬株花卉，展覽為期10天。 雅虎新聞：明報[]
- 負責籌辦2008年奧運馬術比賽的有限公司宣佈，委任前特首辦主任林煥光為行政總裁，3月8日上任。雅虎新聞：明報

## 3月4日
- 差餉物業估價署助理署長曾梅芬表示，應課差餉租值上升，業主需多交差餉，住宅每季平均約增加100港元以上，寫字樓增幅最大為36%，商舖最大增幅則約15%。雅虎新聞：明報[]
- 政府決定限制擬建添馬艦政府總部的建築物高度，由原先建議的180米降低至130至160米，以保護維多利亞港景觀及保護山脊線，並擬於6月提交香港立法會財務委員會審議。雅虎新聞：明報[]
- 廣州發生疑因禽流感致死個案後，衛生署署長林秉恩警告，禽流感傳人的風險越來越大。 雅虎新聞：明報[]
- 對於政府實行膠袋稅收費的日期，環境運輸及工務局局長廖秀冬表示現時仍未是時候，並提倡市民買報紙時少用膠袋、少拿免費附送的紙巾。雅虎新聞：東方日報[]

## 3月5日
- 中聯辦主任高祀仁透露6月1日起，開放予港澳個人遊的中國大陸城市將增加5個，總數達43個，意味着將有近2億中國大陸居民可自由訪港。雅虎新聞：明報[]
- 中國衛生部早前確認廣州有人類感染H5N1禽流感病毒死亡後，香港衛生福利及食物局晚上宣佈，翌日起將暫停內地禽鳥輸港，為期3星期。當局估計香港雞場現存的300萬隻雞，會足夠香港2個月的需求。雅虎新聞：明報
- 無障礙城市關注聯席發表關於無障礙設施的問卷調查結果，顯示殘疾人士對海洋公園整體滿意度最高，超過迪士尼樂園，郊野公園設施得分最低。雅虎新聞：東方日報

## 3月6日
- 香港中文大學新聞與傳播學院2月進行的調查顯示，受訪者之中57％認為香港電台應該脫離政府、改為由非官方委員會管理的公營機構；64％認為港台對商業廣播市場無影響；55％認為港台表現良好、41％認為表現一般。學院同時發表對關於香港公營廣播的立場書。大公報
- 中國教育部副部長袁貴仁證實，已經通過2006年秋天起給予在中國大陸大學就讀的香港學生享有國民待遇，每年學費由約1.2萬港元大幅降至5000元，舊生新生均適用。 文匯報
- 香港大學經濟及工商管理學院與美國哥伦比亚大学商學院簽訂合作協議，2007/08學年起，港大全日制工商管理碩士（MBA）課程學員，可到哥大商學院進修一學期，並獲哥大商學院頒發證書，首年名額約20個。另外，2005年《經濟學人》將僅開辦4年的港大全日制MBA課程排名，從第68位躍升至第45位。大公報
- 地鐵建成位於彩虹站上蓋的市區首個泊車轉乘設施，設有450個車位，憑八達通泊車轉乘地鐵可獲半價泊車優惠。設施於3月11日啟用。雅虎新聞：明報
- 財政司司長唐英年引述《舊約聖經·創世記》中埃及法老王夢見7隻肥牛被7隻瘦牛吃掉的故事，形容政府財政出現過7年赤字後，恢復盈餘時仍要謹慎財政、量入為出。雅虎新聞：明報

## 3月7日
- 香港開始停止來自中國大陸的活雞供應，為期三星期。 雅虎新聞：明報
- 消防處滅火輪葛量洪號將於2007年4月改為展覽館，擺放於鰂魚涌公園中央廣場供市民參觀。雅虎新聞：明報[]
- 設於文錦渡管制站，供持有香港身份證旅客自助過關的e-道延長使用時間，由上午7時至晚上10時。雅虎新聞：明報[]
- 上水舉行60年一度的太平清醮，儀式將舉行至3月10日。雅虎新聞：明報
- 衛生署轄下的大圍富山公眾殮房被揭發認錯遺體事件，衛生署承諾設立獨立調查委員會追查出錯原因。 雅虎新聞：明報
- 中環國際金融中心商場一間咖啡室的地台，被指涉嫌殘疾歧視，更揭發地台是違例建築物。事件揭示店舖裝修的規管存有漏洞。 雅虎新聞：明報[]

## 3月8日
- 立法會通過，延長電動汽車豁免首次登記稅的期限3年，由2006年3月31日延長至2009年3月31日。雅虎新聞：明報[]
- 總警司馮建民被發現昏迷倒臥在大埔一個村屋單位內，懷疑是燒炭自殺，被送往那打素醫院救治，情況嚴重。明報即時新聞網

## 3月9日
- 一名通常居於中國內地的64歲男子，證實患上退伍軍人症，是2006年首宗外地傳入個案。雅虎新聞：明報[]
- 共建維港委員會對中環灣仔繞道所作的顧問報告，建議以深層或淺層隧道形式興建繞道，並須填海，受到保護海港協會董事陸恭正等人士所質疑。雅虎新聞：明報[]
- 萬事達卡公司發表亞太區2006年女性成就指數，香港在13個亞太地區中排行第8，較去年下跌兩級。雅虎新聞：明報[]

## 3月10日
- 有報章揭發網站刊載曾向香港投訴警方獨立監察委員會投訴市民的個人資料，近2萬名投訴人的編號、姓名、地址、身份證號碼、刑事紀錄觀覽無遺，香港警務處商業罪案調查科着手調查事件。 雅虎新聞：明報 雅虎新聞：東方日報[]
- 香港商人李嘉誠在美國財經雜誌《福布斯》發表的2006年全球富豪排行榜中排名第10位，估計財富有188億美元(約1466億港元)，在全球華人中排名最高。雅虎新聞：明報[]

## 3月11日
- 九廣鐵路公司出現管治危機，署理行政總裁黎文熹等25名高層人員發動「兵變」要求主席田北辰辭職，兩日內已經得到近八成員工簽名支持。事件被指源於公司內的責難文化，並指田北辰過分干預公司運作。行政長官曾蔭權急召環運局局長廖秀冬回港平息事件。雅虎新聞：明報 雅虎新聞：星島日報[]
- 亞洲游泳錦標賽香港游泳代表隊從新加坡回港，隊伍共奪得2金2銅佳績。雅虎新聞：明報[]

## 3月12日
- 九廣鐵路公司主席田北辰召開記者會，宣佈已經向特首曾蔭權辭職，生效日期由曾蔭權決定。 雅虎新聞：明報[]、太陽報[]
- 香港禮賓府翻新成行政長官官邸後首次開放，讓市民觀賞杜鵑花，共有1.5萬人入場。增建的錦鯉池並未有開放，有市民表示失望。 雅虎新聞：明報、星島日報[]
- 香港花卉展覽閉幕。康樂及文化事務署展出的盆栽和花卉在展覽後會分發予香港各區公園、路旁花圃、學校和團體等，部分則會繼續放置在維園作擺設。 雅虎新聞：明報
- 香港腎臟基金會為響應世界腎臟日，舉辦「愛腎護腎 不用洗腎」步行活動，超過1000名市民及醫生參加。主辦機構希望藉此令市民注意腎臟健康。雅虎新聞：明報[]

## 3月13日
- 銅鑼灣禮頓道與黃泥涌道交界，有多隻白鴿死亡，亦有一些白鴿出現患病跡象。雅虎新聞：明報[]
- 香港流動通訊(CSL)證實在互聯網上洩露部份客戶資料，在發現後已刪除。無線新聞（页面存档备份，存于）

## 3月14日
- 中國國務院總理溫家寶宣佈，今年5月1日起將內地開放居民個人遊城市增加5個，總數為43個。雅虎新聞：明報
- 全球最大的自由百科全書——維基百科，其中文版籌備第一屆中文維基年會，香港經過討論及遴選獲得主辦權。 中文維基百科新聞稿

## 3月15日
- 銅鑼灣紐約戲院因業主大幅加租而結業。管理戲院的嘉禾娛樂正物色新地點重新開業。雅虎新聞：明報[]
- 公共廣播服務檢討委員會上午9時起設立新 網站，收集香港市民對公營廣播政策的意見。雅虎新聞：明報[] 香港電台（页面存档备份，存于）
- 清晨時分，香港出現半影月食，偏西方的空曠地方屬最佳觀看地點。雅虎新聞：明報

## 3月16日
- 九廣鐵路公司管理局決定，即時終止其市務總經理黎啟憲的聘用合約，而署理行政總裁黎文熹亦同時請辭，並決定由前工務局局長詹伯樂接任。香港電台香港電台（页面存档备份，存于）

## 3月17日
- 尖沙咀凌晨發生槍擊案，兩名警員於港景峰對出行人隧道截查疑人時遭到反抗，發生槍戰，疑匪中槍死亡，一名警員亦中槍殉職，另一名警員則情況危殆。疑匪其後證實為現役警員徐步高，他使用的手槍疑是五年前槍殺警員梁成恩的警槍。雅虎新聞：東方日報
- 荃灣多名專線小巴司機，不滿公司要求簽自僱人士合約、逃避供強積金，以及歧視工會，早上開始罷駛。運輸署啟動緊急事故協調機制，九巴加強服務。香港電台（页面存档备份，存于）

## 3月18日
- 旺角大球場下午舉行高級銀牌足球賽決賽，傑志3:0擊敗上屆亞軍愉園奪冠，是該球會繼今季的聯賽盃後，創會64年來第二個錦標。而愉園則連續兩年成為亞軍。維基新聞

## 3月19日
- 主要由四十五條關注組成員組成的公民黨正式創黨，109名創黨成員包括6名立法會議員及3名區議員，成為立法會第4大黨。關信基擔任黨主席，余若薇任黨魁。 雅虎新聞：星島日報[]
- 超過500名建築工人在中環遊行，要求政府檢討外判制度、打擊承建商拖欠工資。雅虎新聞：明報[]
- 林子聰執導《得閒飲茶》宣佈角逐第八屆意大利烏甸尼遠東影展。同期參展香港電影有伍文拯執導的《凶宅》。 雅虎新聞：明報報道1、報道2[永久] 官方網站

## 3月20日
- 香港警方公佈了對尖沙咀警員互相槍擊案的初步調查結果。警員曾國恆死因為面部中槍，血液堵塞呼吸道而死，東涌警署警員徐步高則身中五槍，心肺等重要臟器中槍而死。 維基新聞
- 中國社會科學院公布比較台灣海峽兩岸城市的《第四號城市競爭力藍皮書》，香港綜合競爭力排名榜首，領先於台北及上海。不過經濟增長排名則居第198位，分析指投資者要改變短視的目光。雅虎新聞：星島日報、太陽報
- 香港迪士尼樂園推出淡季優惠，香港市民憑身份證可於6月28日前憑票再次免費入場。中國大陸居民則可通過旅行社訂票而獲得場內消費優惠。 雅虎新聞：明報

## 3月21日
- 模特兒彭楚盈死因研訊結案，陪審團一致裁定彭氏死於意外或是不幸，估計死於濫用藥物。雅虎新聞：明報[]
- 2004年南亞海嘯生還者梁惠淇早前裁定騙取綜援罪名成立後，在屯門裁判法院判監8個月，緩刑兩年，並賠償2475港元。裁判官指被告本身只多領取了225港元補助金，因此輕判。社會福利界人士質疑判決過輕。 雅虎新聞：明報[] 維基新聞
- 香港音樂匯展在灣仔會議展覽中心揭幕，相關活動包括免費入場的「中國唱片百年展」，1920年代的黑膠唱片、以至陳慧琳演唱會的舞台服裝均作為展品。 新華網 Archive.today的存檔，存档日期2013-04-28

## 3月22日
- 東區海底隧道於2005年5月起大幅加價逾60%後，雖然行車量下跌15%，但全年盈利不跌反升33%至接近4.3億港元，成為大股東中信泰富（港交所：0267）2005年盈利增幅最大的業務。 雅虎新聞：明報[]
- 房屋署建議清拆重建已有46年樓齡的公共房屋蘇屋邨，最快2011年執行，約有1.5萬名居民受到影響。 雅虎新聞：明報[]
- 中國外交部駐港特派員公署舉行酒會，歡迎抵港的新任特派員呂新華。出席人士包括商界及政界名人如李澤鉅、何鴻燊、鍾士元等。雅虎新聞：明報
- 在韓國舉行的第4屆國際大學土木工程邀請賽，由香港大學土木工程系3位學生組成的隊伍，以95分奪得冠軍。參賽作品是一個拱形建築結構模型。雅虎新聞：東方日報[]

## 3月23日
- 民主黨中西區區議員梁耀祖於2005年10月遇上交通意外，延至凌晨不治，終年32歲。明報即時新聞
- 天主教香港教區主教陳日君於梵蒂岡獲教宗本篤十六世親授紅帽後，正式成為香港歷來第二位樞機。 雅虎新聞 明報

## 3月24日
- 康文署清潔外判商柏麗服務有限公司兩名高層及一名分判商，涉嫌剝削外判工人工資共190萬元，分別承認及被裁定串謀詐騙罪名成立，各被判入獄2年。明報即時新聞
- 房委會主席孫明揚在前赴就公屋租金政策諮詢文件的首個地區論壇時，一度被請願人士包圍逾2個小時。明報即時新聞

## 3月25日
- 一年一度的香港植樹日活動於西貢北潭涌舉行。除了香港市民外，還包括來自中央政府駐港機構代表、解放軍駐港部隊官兵、香港特區政府和外國駐港領事館的嘉賓，當中還有香港植樹日籌備委員會主席董趙洪娉、行政長官夫人曾鮑笑薇等共2000多人參與。國際在線[永久]
- 曾舉辦中國童聲合唱節、世界兒童合唱節的香港童聲合唱協會，將再度舉辦2006香港國際青少年合唱節，是次活動舉辦成功將是香港歷史上首次國際合唱比賽的舉行，預定將於7月10日至7月12日在香港文化中心及大會堂舉行。新華網

## 3月26日
- 地鐵荔景站發生車門夾傷人事件，一名女童及其母親分別被夾傷手肘及臉部，送往瑪嘉烈醫院治理。大紀元（页面存档备份，存于）
- Mercedes-Benz香港打吡大賽於沙田馬場舉行，由著名港澳商人何鴻燊旗下名為「爆冷」的馬匹勝出。維基新聞：香港頻道（页面存档备份，存于）
- 一名15歲少年傍晚在救生員下班後，疑因逞強獨自下水游往浮台，途中遇溺。消防蛙人到場搜索約一小時後救起男童，送院證實身亡。 成報
- 稅務局局長劉麥懿明表示已經和中國內地草擬好「避免雙重徵稅」協議，包括投資活動所徵收的稅款，希望可以吸引海外投資者及打擊逃稅、避稅活動，但拒絕評論對香港稅收有否長遠影響。協議可望於2007/08財政年度推出。 大紀元（页面存档备份，存于）

## 3月27日
- 經典樂隊達明一派成立20周年，兩名成員抵達上海為其4月29日演唱會作宣傳及準備。新華網
- 香港廉政公署落案起訴七間銀行及財務機構的九名前職員，他們在職期間涉嫌擅自從僱主電腦檢取客戶資料，售予收數集團協助追債。八宗案件翌日早上於九龍城裁判法院提堂，各被告均准以保釋。 成報
- 中華煤氣常務董事陳永堅在立法會經濟事務委員會會議上表示，該公司將從本年第四季引入天然氣作為生產煤氣的原料。由於該公司已於2002年與廣東液化天然氣公司簽訂25年合約，訂定天然氣成本、避過及後出現的價格波動，故煤氣費有望下調10%。 成報
- 一名小販李就被食物環境衞生署票控指其擺放之木架構成阻街，於九龍城裁判法院聆訊，裁判官指食環署所提交的證據無法證明有途人確實被阻，故裁定被告李就阻街罪名不成立。成報

## 3月28日
- 地鐵表示，夏季開幕的東涌昂坪360纜車系統沿途將設有多部閉路電視，以監視乘客任何不當行為。乘客在旅途中若吸煙、亂拋垃圾等，將面臨警告及5000港元罰款。明報（页面存档备份，存于）
- 九廣西鐵早上9時13分在大欖隧道段發生信號系統故障，行車時間延長約10分鐘。九鐵沒有公佈受影響人數；不過由於上班繁忙時間已過，未有造成嚴重擠迫。 明報
- 就是否訂立最低工資爭議之中，勞工處勞工顧問委員會（勞顧會）僱主代表提出方案，表示如果不立法，商會會簽訂約章以建立類似最低工資機制，並將違約僱主列入黑名單予以譴責，保障清潔工人及保安員等低收入工種。明報[永久]

## 3月29日
- 食物環境衞生署小販管理隊疑有職員違反指引，穿著便衣追捕無牌小販，導致有小販慌忙逃避追捕時遭車撞命危。 雅虎新聞 明報
- 香港政府打算將添馬艦新政府總部向地底發展，以減少地面樓層數目。 雅虎新聞 明報
- 香港出現首宗基孔肯雅熱個案，由一名66歲男子在毛里裘斯旅遊時感染。 雅虎新聞 明報

## 3月30日
- 被梵蒂岡擢升為樞機的天主教香港教區主教陳日君，返港後在天主教總堂舉行共祭彌撒，出席者包括特首曾蔭權伉儷。雅虎新聞：明報[]
- 醫院管理局通過在威爾斯親王醫院進行重建工程，首期計劃將興建設有病房、手術室、深切治療部及急症室的臨床服務大樓，預計2010年中落成，耗資約17.5億港元。雅虎新聞：明報

## 3月31日
- 香港房屋協會計劃與市區重建局合作，在灣仔石水渠街、慶雲街及景星街共9座唐樓進行鞏固及修復工程，預計耗資1億港元。雅虎新聞：明報[]
- 世界自然基金會香港分會計劃在米埔現有觀鳥屋北面建造一間新觀鳥屋及連接木橋，耗資約100萬港元，預期2006年10月落成。雅虎新聞：明報

| 香港新聞動態 |
| \| - 2024年香港：1月 - 2月 - 3月 - 4月 - 5月 - 6月 - 7月 - 8月 - 9月 - 10月 - 11月 - 12月 - 2023年香港：1月 - 2月 - 3月 - 4月 - 5月 - 6月 - 7月 - 8月 - 9月 - 10月 - 11月 - 12月 - 2022年香港：1月 - 2月 - 3月 - 4月 - 5月 - 6月 - 7月 - 8月 - 9月 - 10月 - 11月 - 12月 - 2021年香港：1月 - 2月 - 3月 - 4月 - 5月 - 6月 - 7月 - 8月 - 9月 - 10月 - 11月 - 12月 - 2020年香港：1月 - 2月 - 3月 - 4月 - 5月 - 6月 - 7月 - 8月 - 9月 - 10月 - 11月 - 12月 - 2019年香港：1月 - 2月 - 3月 - 4月 - 5月 - 6月 - 7月 - 8月 - 9月 - 10月 - 11月 - 12月 - 2018年香港：1月 - 2月 - 3月 - 4月 - 5月 - 6月 - 7月 - 8月 - 9月 - 10月 - 11月 - 12月 - 2017年香港：1月 - 2月 - 3月 - 4月 - 5月 - 6月 - 7月 - 8月 - 9月 - 10月 - 11月 - 12月 - 2016年香港：1月 - 2月 - 3月 - 4月 - 5月 - 6月 - 7月 - 8月 - 9月 - 10月 - 11月 - 12月 - 2015年香港：1月 - 2月 - 3月 - 4月 - 5月 - 6月 - 7月 - 8月 - 9月 - 10月 - 11月 - 12月 - 2014年香港：1月 - 2月 - 3月 - 4月 - 5月 - 6月 - 7月 - 8月 - 9月 - 10月 - 11月 - 12月 - 2013年香港：1月 - 2月 - 3月 - 4月 - 5月 - 6月 - 7月 - 8月 - 9月 - 10月 - 11月 - 12月 - 2012年香港：1月 - 2月 - 3月 - 4月 - 5月 - 6月 - 7月 - 8月 - 9月 - 10月 - 11月 - 12月 - 2011年香港：1月 - 2月 - 3月 - 4月 - 5月 - 6月 - 7月 - 8月 - 9月 - 10月 - 11月 - 12月 - 2010年香港：1月 - 2月 - 3月 - 4月 - 5月 - 6月 - 7月 - 8月 - 9月 - 10月 - 11月 - 12月 - 2009年香港：1月 - 2月 - 3月 - 4月 - 5月 - 6月 - 7月 - 8月 - 9月 - 10月 - 11月 - 12月 - 2008年香港：1月 - 2月 - 3月 - 4月 - 5月 - 6月 - 7月 - 8月 - 9月 - 10月 - 11月 - 12月 - 2007年香港：1月 - 2月 - 3月 - 4月 - 5月 - 6月 - 7月 - 8月 - 9月 - 10月 - 11月 - 12月 - 2006年香港：1月 - 2月 - 3月 - 4月 - 5月 - 6月 - 7月 - 8月 - 9月 - 10月 - 11月 - 12月 - 2005年香港：1月 - 2月 - 3月 - 4月 - 5月 - 6月 - 7月 - 8月 - 9月 - 10月 - 11月 - 12月 - 2004年香港：1月 - 2月 - 3月 - 4月 - 5月 - 6月 - 7月 - 8月 - 9月 - 10月 - 11月 - 12月 - 2003年香港：1月 - 2月 - 3月 - 4月 - 5月 - 6月 - 7月 - 8月 - 9月 - 10月 - 11月 - 12月 - 2002年香港：1月 - 2月 - 3月 - 4月 - 5月 - 6月 - 7月 - 8月 - 9月 - 10月 - 11月 - 12月 - 2001年香港：1月 - 2月 - 3月 - 4月 - 5月 - 6月 - 7月 - 8月 - 9月 - 10月 - 11月 - 12月 - 2000年香港：1月 - 2月 - 3月 - 4月 - 5月 - 6月 - 7月 - 8月 - 9月 - 10月 - 11月 - 12月 - 1999年香港：1月 - 2月 - 3月 - 4月 - 5月 - 6月 - 7月 - 8月 - 9月 - 10月 - 11月 - 12月 - 1998年香港：1月 - 2月 - 3月 - 4月 - 5月 - 6月 - 7月 - 8月 - 9月 - 10月 - 11月 - 12月 - 1997年香港：1月 - 2月 - 3月 - 4月 - 5月 - 6月 - 7月 - 8月 - 9月 - 10月 - 11月 - 12月 參 \| |
| - 2024年香港：1月 - 2月 - 3月 - 4月 - 5月 - 6月 - 7月 - 8月 - 9月 - 10月 - 11月 - 12月 - 2023年香港：1月 - 2月 - 3月 - 4月 - 5月 - 6月 - 7月 - 8月 - 9月 - 10月 - 11月 - 12月 - 2022年香港：1月 - 2月 - 3月 - 4月 - 5月 - 6月 - 7月 - 8月 - 9月 - 10月 - 11月 - 12月 - 2021年香港：1月 - 2月 - 3月 - 4月 - 5月 - 6月 - 7月 - 8月 - 9月 - 10月 - 11月 - 12月 - 2020年香港：1月 - 2月 - 3月 - 4月 - 5月 - 6月 - 7月 - 8月 - 9月 - 10月 - 11月 - 12月 - 2019年香港：1月 - 2月 - 3月 - 4月 - 5月 - 6月 - 7月 - 8月 - 9月 - 10月 - 11月 - 12月 - 2018年香港：1月 - 2月 - 3月 - 4月 - 5月 - 6月 - 7月 - 8月 - 9月 - 10月 - 11月 - 12月 - 2017年香港：1月 - 2月 - 3月 - 4月 - 5月 - 6月 - 7月 - 8月 - 9月 - 10月 - 11月 - 12月 - 2016年香港：1月 - 2月 - 3月 - 4月 - 5月 - 6月 - 7月 - 8月 - 9月 - 10月 - 11月 - 12月 - 2015年香港：1月 - 2月 - 3月 - 4月 - 5月 - 6月 - 7月 - 8月 - 9月 - 10月 - 11月 - 12月 - 2014年香港：1月 - 2月 - 3月 - 4月 - 5月 - 6月 - 7月 - 8月 - 9月 - 10月 - 11月 - 12月 - 2013年香港：1月 - 2月 - 3月 - 4月 - 5月 - 6月 - 7月 - 8月 - 9月 - 10月 - 11月 - 12月 - 2012年香港：1月 - 2月 - 3月 - 4月 - 5月 - 6月 - 7月 - 8月 - 9月 - 10月 - 11月 - 12月 - 2011年香港：1月 - 2月 - 3月 - 4月 - 5月 - 6月 - 7月 - 8月 - 9月 - 10月 - 11月 - 12月 - 2010年香港：1月 - 2月 - 3月 - 4月 - 5月 - 6月 - 7月 - 8月 - 9月 - 10月 - 11月 - 12月 - 2009年香港：1月 - 2月 - 3月 - 4月 - 5月 - 6月 - 7月 - 8月 - 9月 - 10月 - 11月 - 12月 - 2008年香港：1月 - 2月 - 3月 - 4月 - 5月 - 6月 - 7月 - 8月 - 9月 - 10月 - 11月 - 12月 - 2007年香港：1月 - 2月 - 3月 - 4月 - 5月 - 6月 - 7月 - 8月 - 9月 - 10月 - 11月 - 12月 - 2006年香港：1月 - 2月 - 3月 - 4月 - 5月 - 6月 - 7月 - 8月 - 9月 - 10月 - 11月 - 12月 - 2005年香港：1月 - 2月 - 3月 - 4月 - 5月 - 6月 - 7月 - 8月 - 9月 - 10月 - 11月 - 12月 - 2004年香港：1月 - 2月 - 3月 - 4月 - 5月 - 6月 - 7月 - 8月 - 9月 - 10月 - 11月 - 12月 - 2003年香港：1月 - 2月 - 3月 - 4月 - 5月 - 6月 - 7月 - 8月 - 9月 - 10月 - 11月 - 12月 - 2002年香港：1月 - 2月 - 3月 - 4月 - 5月 - 6月 - 7月 - 8月 - 9月 - 10月 - 11月 - 12月 - 2001年香港：1月 - 2月 - 3月 - 4月 - 5月 - 6月 - 7月 - 8月 - 9月 - 10月 - 11月 - 12月 - 2000年香港：1月 - 2月 - 3月 - 4月 - 5月 - 6月 - 7月 - 8月 - 9月 - 10月 - 11月 - 12月 - 1999年香港：1月 - 2月 - 3月 - 4月 - 5月 - 6月 - 7月 - 8月 - 9月 - 10月 - 11月 - 12月 - 1998年香港：1月 - 2月 - 3月 - 4月 - 5月 - 6月 - 7月 - 8月 - 9月 - 10月 - 11月 - 12月 - 1997年香港：1月 - 2月 - 3月 - 4月 - 5月 - 6月 - 7月 - 8月 - 9月 - 10月 - 11月 - 12月 參       |

1. ↑  容量有限，本表只列出香港回歸以來各年各月香港新聞動態。關於更早年代的各年各月香港新聞動態，詳見於某年香港（某年表示1997年之前的公曆年份）。